# Bezmiechowa Górna
Bezmiechowa Górna Lengyelország délkeleti részén, a Kárpátaljai vajdaságban, a Leskói járásban található település. A község Leskótól közel 7 kilométernyire fekszik északkeleti irányban, valamint a vajdaság központja, Rzeszów 65 kilométernyire északnyugatra van a településtől.

## Fordítás
Ez a szócikk részben vagy egészben  a   Bezmiechowa Górna című angol Wikipédia-szócikk ezen változatának fordításán alapul.  Az eredeti cikk szerkesztőit annak laptörténete sorolja fel. Ez a jelzés csupán a megfogalmazás eredetét és a szerzői jogokat jelzi, nem szolgál a cikkben szereplő információk forrásmegjelöléseként.